# The Great Escape (Blur)
The Great Escape è il quarto album discografico in studio del gruppo musicale inglese dei Blur, pubblicato l'11 settembre 1995.
Ad oggi The Great Escape ha venduto oltre 4 milioni di copie nel mondo. Nel Regno Unito è stato certificato triplo disco di platino dalla BPI.

## Il disco
L'album segna l'apice del periodo britpop dei Blur ed è l'ultimo lavoro, eseguito dalla band inglese, caratterizzato da sonorità spiccatamente pop.
The Great Escape inoltre è uscito perdente nella "battaglia del britpop" fomentata dai mass-media, in relazione alla vittoria, in fatto di vendite di album, del secondo lavoro degli Oasis (What's the Story) Morning Glory?.
Per contro, il primo singolo uscito, Country House, ebbe la meglio sul singolo degli Oasis Roll with It.
I successivi singoli fatti uscire da The Great Escape furono The Universal, Stereotypes e Charmless Man.
L'album può essere considerato quasi un concept album, dal momento che la maggior parte delle canzoni trattano un tema simile, ossia la solitudine e il distacco. 
Damon Albarn ha inoltre dimostrato che molti brani sono riferiti a se stesso; ad esempio Dan Abnormal è un anagramma del suo nome.
Le registrazioni sono state condotte dal gennaio al maggio 1995 presso il Maison Rouge e i Townhouse Studios di Londra.

## Tracce
1. Stereotypes – 3:10
2. Country House – 3:57
3. Best Days – 4:49
4. Charmless Man – 3:34
5. Fade Away – 4:19
6. Top Man – 4:00
7. The Universal – 3:58
8. Mr. Robinson's Quango – 4:02
9. He Thought of Cars – 4:15
10. It Could Be You – 3:14
11. Ernold Same [10] – 2:07
12. Globe Alone – 2:23
13. Dan Abnormal – 3:24
14. Entertain Me – 4:19
15. Yuko and Hiro – 5:24

- Il brano "Yuko and Hiro" finisce al minuto 3:50. Dopo 30 secondi di silenzio (3:50 - 4:20) inizia una ghost track: si tratta di un reprise del brano Ernold Same.

## Formazione
Gruppo
- Damon Albarn – voce, tastiere, organo Hammond, Moog, pianoforte
- Graham Coxon – chitarra, banjo, sassofono, seconda voce
- Alex James – basso, seconda voce in Top Man
- Dave Rowntree – batteria, percussioni, seconda voce in Top Man

Collaboratori
- Simon Clarke, Tim Sanders – sassofono
- J. Neil Sidwell – trombone
- Roddy Lorimer – tromba
- Louise Fuller, Richard Koster – violino
- John Metcalfe – viola
- Ivan McCermoy – violoncello
- Ken Livingstone – voce parlata in Ernold Same
- Theresa Davis, Angela Murrell – cori in The Universal
- Cathy Gillat – cori in Yuko and Hiro

## Classifiche
| Classifica (1995) | Posizione massima |
| ----------------- | ----------------- |
| Australia         | 10                |
| Austria           | 21                |
| Belgio (Fiandre)  | 28                |
| Belgio (Vallonia) | 22                |
| Canada            | 24                |
| Danimarca         | 10                |
| Europa            | 2                 |
| Finlandia         | 5                 |
| Francia           | 32                |
| Germania          | 35                |
| Giappone          | 5                 |
| Irlanda           | 1                 |
| Italia            | 15                |
| Norvegia          | 5                 |
| Nuova Zelanda     | 7                 |
| Paesi Bassi       | 28                |
| Regno Unito       | 1                 |
| Spagna            | 8                 |
| Stati Uniti       | 150               |
| Svezia            | 2                 |
| Svizzera          | 26                |